# イントゥ・ザ・ブルー
『イントゥ・ザ・ブルー』（原題: Into the Blue）は、2005年製作のアメリカ合衆国の映画。1977年製作の『ザ・ディープ』のリメイクで、西インド諸島バハマを舞台に、美しい海中映像を交えながら展開するアドベンチャー作品である。
2009年5月31日、日曜洋画劇場（テレビ朝日系）にて「イントゥ・ザ・ブルー 失われた財宝」というサブタイトル付きで地上波TV初放映された。

## ストーリー
南国バハマ諸島のとある島。ジャレッドは観光ダイバーとして働きつつ、沈没船の宝を発見し一攫千金を夢見る青年。恋人のサムはその夢を見守りながら、裕福とは言えないまでも今のジャレッドとの関係に幸せを感じながら暮らしていた。
ある日、ジャレッドの友人ブライスが知り合ったばかりという友人のアマンダを連れてバカンスに訪れる。
スクーバダイビングダイビングを楽しんでいた4人は偶然、古い沈没船の遺留品と思われる金装飾品、さらには大量の麻薬を積んだまま沈んでいる墜落機を海底で見つける。
「お宝を見つけた」と喜ぶ4人だったが、実際に宝の所有者となるには、船の正体を特定した上で船名を表す残骸などの証拠を見つけなくてはならない。
麻薬の件を先に通報してしまってはそれどころではなくなる、と判断した4人は内密な計画を立て、独自に宝探しを始める。
少しずつ船の手掛かりに近づいていく一行。しかし、船を見つけたい反面麻薬に関わりたくないジャレッドとサム。船と麻薬の両方を捨て置けないブライスとアマンダ。双方の間で徐々に亀裂も生じ始める。
ある時、内緒で麻薬を運び出して売ろうとしたブライスが何者かによって拘束されてしまう。彼が取引しようとした相手は麻薬密輸のブローカー。
本来、飛行機の積荷を受け取るはずだったマフィアの一味であった。

## 登場人物
ジャレット
ダイビングインストラクター。財宝を積んだ沈没船を見つけることを夢見ている。トレーラーハウス暮らしで貧乏ながらも恋人のサムとの暮らしに幸せを感じている。3分間、潜水できる。
サム
ジャレットの恋人。サメの調教師。ジャレットを一途に愛する献身的な性格で大量のコカインを見かけたアマンダが大金持ちになる空想をしたさいに「住処は暗い独房よ（=実際にやったら刑務所行き）」と窘めるなど現実的で自制心が強い。
ブライス
ジャレットの幼馴染。弁護士。借金がある。テンションが高い。本質的に悪人ではないが麻薬を売ろうとするなどコンプライアンスに難がある。
アマンダ
ブライスの知人。大量のコカインを見かけて、大金持ちになる空想をし、少し盗むことを考える俗な性格で実際にヤクに手を染めていることが示唆されている。作戦とはいえ裸を男にさらしても羞恥心を感じない破廉恥。ダイビング中にサメに噛まれて死亡する。
ベイツ
サルベージ業を営む男。仕事の都合で環境破壊をしており、ジャレットからは好かれていない。実は麻薬密売の黒幕。
レイエス
薬の密売人。
プリモ
クラブのオーナー。アマンダとも知己。
ロイ
サムの友人。警察官。妻子がいる。
ダミー
ジャレッドの友人。

## キャスト
| 役名                 | 俳優                     | 日本語吹替                                                                                              |
| -------------------- | ------------------------ | --- |
| ジャレット           | ポール・ウォーカー       | 森川智之                                                                                                |
| サム                 | ジェシカ・アルバ         | 新谷良子                                                                                                |
| ブライス             | スコット・カーン         | 多田野曜平                                                                                              |
| アマンダ             | アシュレイ・スコット     | 園崎未恵                                                                                                |
| ベイツ               | ジョシュ・ブローリン     | 安原義人                                                                                                |
| レイエス             | ジェームズ・フレイン     | 青山穣                                                                                                  |
| プリモ               | タイソン・ベックフォード | 桐本琢也                                                                                                |
| ロイ                 | ドウェイン・アドウェイ   | 山野井仁                                                                                                |
| その他               | N/A                      | 村治学 大西健晴 田村聖子 駒谷昌男 武虎 小野大輔 木川絵理子 東條加那子 有山佳代 橘言栄 山口登 平野夏那子 |
| 日本語版制作スタッフ |                          | |
| 演出                 | 演出                     | 三好慶一郎                                                                                              |
| 翻訳                 | 翻訳                     | 伊原奈津子（字幕） 野口尊子（吹替）                                                                     |
| 調整                 | 調整                     | 田中和成                                                                                                |
| 制作                 | 制作                     | 東北新社                                                                                                |

## 評価
レビュー・アグリゲーターのRotten Tomatoesでは125件のレビューで支持率は21%、平均点は4.10/10となった。Metacriticでは28件のレビューを基に加重平均値が45/100となった。